# Lădești
Lădești est une commune roumaine située dans le județ de Vâlcea.